# Sh2-246
Sh2-246 est une nébuleuse en émission visible dans la constellation d'Orion.
Elle est située dans la partie nord-ouest de la constellation, à un tiers de la distance entre la brillante Aldebaran (α Tauri) et λ Orionis. Sa déclinaison n'est pas particulièrement septentrionale, ce qui signifie qu'elle peut facilement être observée depuis les deux hémisphères, bien que les observateurs de l'hémisphère nord aient un plus grand avantage. La période où elle atteint sa plus haute élévation au-dessus de l'horizon se situe entre octobre et février.
Il s'agit d'une nébuleuse située dans une région périphérique de la Voie lactée, sur le Bras extérieur et à une latitude galactique très élevée. Sa distance a été estimée à environ 3 700 pc (∼12 100 al) du système solaire. Optiquement, elle ne peut être détectée, car elle se trouve au-delà d'une nébuleuse obscure cataloguée LDN 1562, située à environ 180 pc (∼587 al) seulement, à la même distance que le nuage du Taureau. Ce nuage recouvre Sh2-246, le masquant presque complètement. Selon d'autres études, LDN 1562 et Sh2-246 sont physiquement liés et font partie de la même région de formation d'étoiles, ce qui impliquerait inévitablement que la nébuleuse n'est pas située à 3 700 pc, mais plutôt à seulement environ 180 pc (∼587 al), donc bien à l'intérieur du Bras d'Orion. LDN 1562 est relié à un autre nuage sombre situé un peu plus au nord et avec lequel il forme une seule entité, LDN 1563. Ensemble, ils forment une petite région de gaz et de poussières de faible opacité (classe 5 sur une échelle de 1 à 5) dans laquelle aucun phénomène de formation d'étoiles n'est présent, que ce soit aujourd'hui ou dans le passé, comme en témoigne l'absence de sources IRAS (c'est-à-dire de sources de rayonnement infrarouge).